# Humaid bin Raschid Al Nuaimi III.

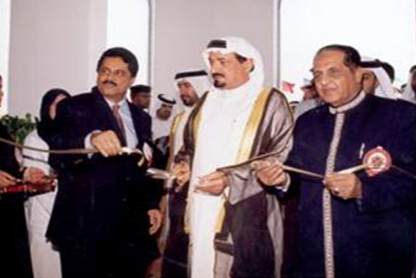
Scheich Humaid bin Raschid Al Nuaimi (in der Mitte) im Jahr 2002

Scheich Humaid bin Raschid Al Nuaimi (arabisch حميد بن راشد النعيمي, DMG Ḥumaid b. Rāšid an-Nuʿaimī; * 1931 in Adschman) ist seit 1981 Emir und Herrscher des Emirates Adschman in den Vereinigten Arabischen Emiraten (VAE). Er gehörte dem Obersten Rat der Herrscher (Federal Supreme Council) der VAE an.

## Leben
Humaid wurde 1931 als Sohn des Emirs und Herrschers des Emirates Adschman, Raschid bin Humaid Al Nuaimi III., geboren. Sein Vater gehört zu den Gründervätern der VAE.
In seiner frühen Kindheit erlernte er neben schulischen Grundkenntnissen den Koran und die Prinzipien der islamischen Religionswissenschaften. Er erhielt außerdem Reitunterricht, erlernte den Umgang mit verschiedenen Waffen und wurde seit seiner Kindheit in den Grundsätzen der Regierungs- und Verwaltungsangelegenheiten unterwiesen.
Im Jahr 1960 ernannte ihn sein Vater zum Kronprinzen von Adschman. Humaid wurde 1966 zum Vizepräsidenten des Trucial States Council gewählt und nahm seit 1968 an den Diskussionen teil, die der Gründung der VAE vorausgingen. Nach dem Tod seines Vaters im Jahr 1981 trat er dessen Nachfolge an.
Im Jahr 1983 rief Humaid den nach seinem Vater benannten Raschid-bin-Humaid-Preis für Kultur und Wissenschaft ins Leben, die erste Auszeichnung dieser Art in den Vereinigten Arabischen Emiraten. 1984 gründete er mit der International Charity Organization (ICO) eine der ersten Wohltätigkeitsorganisationen auf Ebene der VAE sowie den ersten sozialen Solidaritätsfonds zur Unterstützung heiratswilliger Jugendlicher.
Im Jahr 1988 gründete Humaid das Adschman University College, heute bekannt als Ajman University.
Er erhielt 2009 die Ehrendoktorwürde in Rechtswissenschaften von der University of Bedfordshire (Großbritannien) und 2011 die Ehrendoktorwürde in Philosophie von der International Islamic University (Malaysia).

## Familie
Seine Schwester Fatima († 2014) war mit dem verstorbenen Herrscher des Emirates Fudschaira, Muhammad bin Hamad Al Scharqi, verheiratet und Mutter des derzeitigen Herrschers Hamad bin Muhammad Al Scharqi.
Kronprinz von Adschman ist Humaids Sohn Ammar bin Humaid Al Nuaimi.
Humaid war unter anderem mit Fatima bint Zayid bin Saqr Al Nahyan, einem Mitglied der Herrscherfamilie Abu Dhabis, verheiratet. Aus dieser Ehe stammt sein Sohn Raschid, der Vorsitzender der Gemeinde- und Planungsabteilung in Ajman und Vorsitzender des Übergangsausschusses des Fußballverbandes der VAE ist.
Andere Söhne von Humaid sind Abdulaziz und Ahmed.
Humaid veranstaltet Kamel- und Reitrennen, Marine- und Heritage-Rennen sowie Schönheitswettbewerbe für arabische Pferde und unterstützt außerdem verschiedene sportliche Aktivitäten und Veranstaltungen in den Vereinigten Arabischen Emiraten.

## Sonstiges
Humaid ist seit dem Tod von Queen Elizabeth der weltweit älteste lebende Monarch.